# Кирил Христов
Кирил Генчев Христов — болгарський поет, письменник-фантаст, драматург і перекладач. Батько астрофізика Владимира Христова (1902 - 1979) та Ганни Христови. 

## Біографія
Кирил Генчев Христов народився 29 червня 1875 року в  Старій Загорі, навчався в рідному місті, в Самокові, Тирново і Софії. Залишившись рано  сиротою, його доглядали двоє дядьків, офіцер Георгій Абаджієв і Стефан Кіров, професор юридичного факультету Софійського державного університету. У 1895 році він отримав стипендію від військового міністерства в Морській школі в Трієсті, де ознайомився з роботами класичних і сучасних італійських поетів Данте Аліг'єрі, Джакомо Леопарді, Джошу Кардучі, Лоренцо Стекеті, Габріеле Д'Анунціо. Після однорічного перебування він повернувся до Болгарії. У 1897 - 1898 він жив в Неаполі і Лейпцигу. Він став викладачем болгарської мови та літератури в Празькому університеті. Викладав у Шумені в 1900 р., а в 1901 р. переїхав до Софії і був відряджений в коледж Софійського університету (сучасний Софійський університет). Разом з Антоном Страшимировим  редагував журнал "Наше життя". У 1904 р.  обвинувачений у захисті Стояна Михайловського, умовно засудженого за серію статей проти Фердинанда І.
Під час Балканської, Міжсоюзної і Першої світової війни  був військовим кореспондентом у газеті "Військові повідомлення". 
Чудовий  лірик, поет мав складні відносини з Олександром Балабановим, Еліном Пеліном, Дорою Гейб, Страшиміровим,  Крастевим, Костянтином Велічковим, Олександром Кіпровим, Яворовим, Славейковим і багатьма іншими болгарськими письменниками. Навіть як дуже молодий поет, Кирил Христов мав надзвичайно високу самооцінку. У віці 30 років він вимагає від Національної Асамблеї пенсії  письменника, беручи приклад парламенту Норвегії, який дав пенсію  31-річному Ібсену. 
У 1921 році професор Михаїл Арнаудов зробив невдалу спробу виключити Кирила Христова як дійсного члена Академії наук. У 1922 р. залишив Болгарію і оселився в Лейпцигу як керівник семінару з болгарської мови та літератури. 16 травня 1923 року державна газета опублікувала указ, яким  Стамболійський  уряд надав довічну пенсію в 2000 левів на місяць Стояну Михайлівському, Еліну Пеліну, Антону Страшимирову, Цанко Бакалову та Кирилу Христову. Після перевороту 9 червня указ (хоч і з королівським підписом) був забутий і невиконаний. 
У 1930 році Кирил Христов організував безкоштовні курси  болгарської мови та літератури в Празькому університеті. Він повернувся в Болгарію в 1938 році. 27 червня 1943 року його звання академіка було втрачене. За своє життя він зміг організувати в значній мірі Антологію, про яку він вважав, що вона повинна залишитися у болгарській літературі. Він помер 7 листопада 1944 року  від раку легенів.  
Все, що він створив у Німеччині і Чехословаччині не повністю відоме.  Кирил Христов є одним з найбільш цензурованих письменників у болгарських виданнях.  Те, що сприймається як скандальне і неможливе для творів Вазова, Яворова, Величкова, Петка Тодорова і Пенчо Славейкова, у Кирила Христова є нормою.  З цієї причини поки що немає повного видання його творів. 

## Літературна діяльність

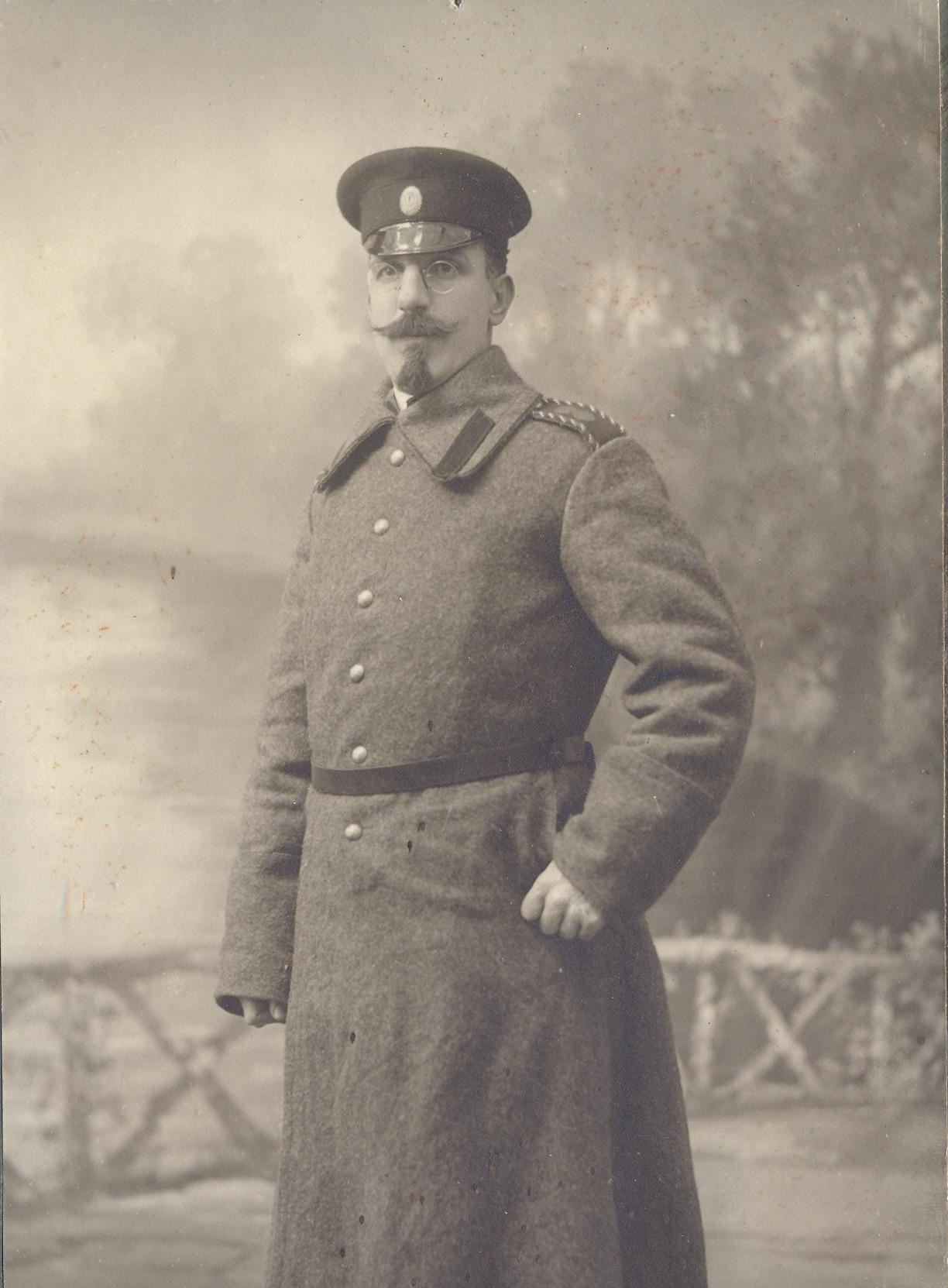
Кирил Христов у військовій формі, мобілізований під час Першої світової війни.

### Перші друковані роботи
Вони з'являються в 1894 році. Друкувався в журналі "Діло", №9  1895 р. Пізніше він був пов'язаний з колом "Думка", з доктором Крастевим і Славейковим, які допомагли рости йому як художнику. Співпрацював з усіма літературними періодичними виданнями. У 1896 р.  виходить його перша поетична збірка "Пісні і зітхання", яка має гучний успіх.  Закінчив середню школу в Софії. 

### Літературні переклади
Почав свою подорож у літературу  перекладами  Надсона та Плещеєва.  Перекладав Едмона Ростана, М. Ю.  Лермонтова, А. C.  Пушкіна, А.  Негрі, Л.  Кастелано, Я.  Врихлицького та інших. 

### Лірика і популярність
У 1897 році Кирил Христов супроводжував Пенчо Славейкова до Лейпцига, в тому ж році випустив другу збірку поезії "Трепети". Виходить третя його збірка віршів "Вічні тіні". У 1901 році вийшла четверта поетична книга "На роздоріжжі". Високі успіхи двох його ліричних книг принесли йому патронат Івана Вазова та професора Івана Шишманова, тодішнього міністра народної просвіти, і по їх протекції був призначений бібліотекарем, спочатку в університеті, а потім у Національній бібліотеці Софії. У 1903 році вийшла збірка віршів "Вибрані твори", з передмовою Івана Вазова, який проголосив його найталановитішим молодим поетом. У той час Кирил Христов вже був популярним автором, одним з будівельників сучасної болгарської літератури, з шумною славою, з визнанням як класика літературної критики. Він є першим великим поетом після Вазова. Він вводить інтимну лірику і образ розкріпаченної людини, повну життєвості, природа якої формує одне ціле з душею. Його вірш "Жінки і вино! Вино та жінки"(1897) - один з найпопулярніших і найвідоміших. 

### Літературні впливи та кар'єра в Болгарії
У 1906 р  був відряджений до Німеччини, де перебував під впливом німецького модернізму.  Наступного року під час університетської кризи, зумовленої незадоволенням студентів  князем Фердинандом, він був призначений доцентом болгарської та італійської літератури Софійського університету.  Він був відряджений на спеціалізацію у Париж, але після повернення старих професорів до університету він був змушений зайняти місце вчителя середньої школи.  У ці роки виходить "Самодивський букет" - збірка ліричних уривків, написаних у дусі народної пісні, цикл "Леонардо да Вінчі", збірники "Гімни на світанку", "Соняшники". 
Найсильніший його творчий період - 1912 - 1918 рр.  - з виходом віршів "До Цариграду", "На ножі", "Пісні перемоги"; драма "Боян Магесник", "Ръченица", "Охридська дівчина"; компіляція військових оповідань "Вогняний шлях", збірник статей "Бурхливі роки".  Через високий патріотизм Кирил Христов, який підписує деякі свої твори, Кирило Татаробулгарський, звинувачується в шовінізмі і завоювує багатьох ворогів. 
У період 1919 - 1921 рр.  виходять оповідання "Розповіді", перший болгарський еротичний роман "Темний світанок", "Свято у вогні" (драматичні вірші). 

### Життя за межами Болгарії
Після сварки з професором Олександром Балабановим і звільненням через едину стару епіграму проти македонців поет був змушений емігрувати. У 1923 році він оселився в Лейпцигу, пізніше в Єні. У 1929 році переїхав до Праги, де разом з літературною діяльністю читав лекції в Карловому університеті. У жовтні 1929 р. була опублікована його найбільш патріотична робота «Від народу до раси» («Шкільний огляд», випуск 8, жовтень 1929). Він був призначений викладачем у Першій чоловічій гімназії і командирований за кордон. У період 1928 - 1930 рр. він працював над своєю великою епічною поемою в трьох частинах - «Чеда на Балкана», що супроводжувався авторським коментарем. У 1936 році Олександр Балабанов послав Яна Язова до Праги, щоб запевнити Кирила Христова, що ніхто не вб'є його від "македонства" і він може спокійно повертатися до Болгарії. У 1937 - 1938 рр.  виходить збірка віршів "Хвилеріз"; драма "Відкривач" - перша болгарська науково-фантастична драма про молодого болгарського вченого, який відкрив таємничі "блакитні промені". 

### Повернення до Болгарії
Після повернення до Болгарії ним написана драма "Майстер і диявол", дослідження "Що таке болгарський", збірка віршів і оповідань "Простори", вірші "Гра над  безоднею" і "Останні вогні", велика книга мемуарів "Розбита Софія".  До своїх останніх днів він працював над спогадами "Час та сучасники" - унікальним документом про літературні та соціальні звичаї Болгарії. 
Він добре відомий серед сучасників як автор численних епіграм. 

## Твори
- "Пісні та зітхання" (1896)
- "Тремтіння" (1897, вірші)
- "Вечірні тіні" (1899, вірші)
- "На роздоріжжі" (1901, вірші)
- "Вибрані вірші" (1903, з передмовою Івана Вазова)
- "Самодивський букет" (1905)
- "Стовпотворіння (Богоборці)" (1905, трагедія у віршах)
- "Приближені горизонти" (1911, вірші, переклади з російської, німецької, італійської та французької мов)
- "Гімни світанку, тихі пісні і легенди про життя і смерть, перша збірка віршів" (1911, 1939)
- "Соняшники, Самодивський букет, Інтермезо, Царські сонети, Друга збірка віршів" (1911, 1939)
- "До  Цареграда. Пісні " (1912)
- "На ніж! Нові пісні та вірші " (1913)
- "Боян Магесникіт" (1914, історична трагедія у віршах)
- "Старий воїн" (1914, п'єса)
- "Бурхливі роки, 1913-1916" (1916, вибрані статті)
- "Пісні перемоги, 1913-1916" (1916, 1933, 1940)
- "Вогняний шлях. Військові розповіді, 1913-1917" (1917)
- "Ръченица" (1917, п'єса)
- "Охридська дівчина" (1918, драма)
- "Три дні з міноносцем Дерзкий" (1918)
- "Розповіді" (1919)
- "Іван Вазов. Короткий життєопис", 1920
- "Темний світанок". Драматична поема. 1920 (1991)
- "Свято у вогні" . Драматична поема. 1921
- "Антологія" . 1922 (2 дод. вид., 1944)
- "Мрійники. Роман однієї літньої ночі". 1925
- "Діти Балкан. Епічна поема" , 1928
- "Відкривач", 1933 р. - журнал "Болгарська думка".
- "Майстер і диявол. Сцени  життя болгар початку X століття", 1933
- "Хвилеріз. Вірші" 1937.
- "Лагідні та божевільні люди". Розповіді. 1937
- "Гюргя" . Лібрето. 1939
- "Соняшники" . 1939
- "Хто провалив болгарську драму?" 1939
- "Простори". 1940
- "Гра над безоднею. Вірші ". 1941
- "Розбита Софія". Спогади. 1944
- "Остані пожежі. Вірші" 1944.
- "Вибрані твори". З передмовою В. Йосифова. 1953
- "Вибрані вірші". 1968
- "Болгарська мова. Вибрані вірші". 1974
- "Вибрані твори", 1975; Твори. У 5 томах, з передмовою Крастя Куюмджієва. 1966 - 68
- "Вірші". 1980
- "Старий солдат" (Д. Дебелянов, К. Христов та ін.). 1981
- "Світлячок. Вірші для дітей і підлітків". 1983
- "Тремтіння" . З передмовою Димитара Аврамова. 1987
- "Білі дияволи"
- "Пекло в раю"
- "Безодня"
- "Кам'яна замріяність Праги"
- "Русалка", поема
- "Перша любов", поема
- "Молодята", поема

## Ордени та медалі
- У 1938 р  нагороджений орденом "Громадянські заслуги".[8]

## Зовнішні посилання
- Вірші Кирила Христова у Слові [Архівовано 28 Березня 2019 у Wayback Machine.]
- "Біографія Кирила Христова" [Архівовано 28 Березня 2019 у Wayback Machine.], Літературний світ (видання болгарських поетів, Антологія, 1922).
- Цветан Мінков, "Кирил Христов" [Архівовано 28 Березня 2019 у Wayback Machine.], LiterNet, 22 березня 2004 року ( Бібліотека "Болгарські письменники".  Життя - творчість - ідеї.  T.  VI. Під ред. М. Арнаудова. Софія: Факел, 1930)
- Критика  Кирила Христова в літературі [Архівовано 28 Березня 2019 у Wayback Machine.]